# Nyírtura
Nyírtura là một thị trấn thuộc hạt Szabolcs-Szatmár-Bereg, Hungary. Thị trấn này có diện tích 21,48 km², dân số năm 2010 là 1864 người, mật độ 87 người/km².